# Ein Feuer auf der Tiefe
Ein Feuer auf der Tiefe (Originaltitel: A Fire Upon the Deep, 1992) ist der erste Roman aus der Reihe der Zonen des Denkens von Vernor Vinge. 1993 gewann der Roman den Hugo Award. Später wurde die Reihe mit dem Roman Eine Tiefe am Himmel ergänzt. Er spielt lange vor Ein Feuer auf der Tiefe.

## Inhalt

### Prolog
In der Milchstraße gibt es verschiedene Zonen, in denen unterschiedliche Technologien möglich sind: Im Kern der Galaxis sind keine komplexen Geräte möglich (die Gedankenleeren Tiefen). Die Erde befindet sich in der Langsamen Zone. Weiter zum Rand der Galaxis befindet sich das Jenseits, in dem Reisen schneller als das Licht möglich sind. Noch weiter außen beginnt das Transzens, in dem Mächte herrschen: Zivilisationen, Wesen oder Computerprogramme, die transzendiert sind.

### Teil eins
Eine Gruppe von Menschen aus dem Straumli-Bereich ist ins untere Transzens vorgestoßen und hat ein Milliarden Jahre altes Archiv entdeckt, das nicht mehr an das Netz angeschlossen ist. Dort entfesseln die Menschen eine Macht, die sich im galaktischen Netz virusartig ausbreitet und dabei Technik und Lebensformen assimiliert. Die Menschen fliehen und mit ihnen gelangt auch eine Art Gegenmittel aus dem Einflussbereich der Pest (im englischen Original The Blight), wie die Bedrohung genannt wird. Das Schiff der Menschen, an dessen Bord sich ein Elternpaar und ihre beiden Kinder Jefri und Johanna befinden, fliegt vom Transzens zum Grund des Jenseits, in der Hoffnung, die Pest könne sie dort nicht erreichen. Nach einer Bruchlandung auf einem erdähnlichen Planeten werden die Eltern von einheimischen Rudelwesen getötet. Die Kinder werden getrennt, ohne vom Überleben des anderen zu wissen und von zwei Fraktionen der Rudelwesen festgehalten. Vier bis sechs der hundeähnlichen Wesen bilden ein Rudel mit menschenähnlicher Intelligenz. Die einzelnen Rudelglieder kommunizieren über Töne und koordinieren so Sinneseindrücke und Handlungen. Zusammen ergeben sie eine Persönlichkeit. Die Zivilisation der Rudelwesen befindet sich in einer mittelalterlichen Kulturstufe mit feudalen Gesellschaftsstrukturen und Burgen.
Auf dem Planeten der Rudelwesen versucht die Fraktion der Flenser mithilfe des Jungen Jefri, dem Welpenrudel Amdi und dem abgestürzten Raumschiff Kontakt zu den anderen Menschen in der Galaxis herzustellen. Die Flenseristen versprechen sich davon ungeahnte Technologien, um die andere Fraktion der „Holzschnitzer“ zu besiegen. Jefri wird dabei von Fürst Stahl ausgenutzt und getäuscht.
Johanna befindet sich bei den Holzschnitzern. Sie ist anfangs nicht kooperativ wie Jefri, die Rudelwesen lernen jedoch aus Johannas Datio (einem mobilen Computer) die Sprache der Menschen und eignen sich Wissen an. Schließlich beginnt Johanna der Holzschnitzerin und dem Rudel Pilger zu vertrauen.
Auf Relais, einer Relaisstation des galaxisweiten Netzes im mittleren Jenseits, interessieren sich viele Völker plötzlich für die Menschen, da diese die Katastrophe der Pest ausgelöst haben. Ravna Bergsndot, als einziger Mensch auf Relais, trifft dabei auf Pham Nuwen, der, wie sich herausstellt, eine genetische Rekonstruktion eines historischen Raumfahrers ist. Pham wurde von einer Macht erschaffen, die sich für Menschen interessiert und sich selbst durch die Pest bedroht sieht. Nuwen dient dieser Macht als Medium und organisiert eine Expedition zum Grund des Jenseits, denn es stellt sich heraus, dass sich dort etwas befindet, das die Pest dringend sucht (sei es, um es zu vernichten oder um es zu nutzen).
Mitglieder der Expedition werden auch zwei Skrodfahrern (skrode rider) Blaustiel und Grünmuschel, eigentlich sessile pflanzenähnlichen Kreaturen, die mithilfe eines Geräts mobil sind und nur über ein Langzeitgedächtnis verfügen. Vor Äonen hat, so die Legende der Rider, eine wohlmeinende Macht diese Wägelchen erschaffen, die auch mit Computerkomponenten für ein Kurzzeitgedächtnis versehen sind und den Ridern erst das bewusste Denken ermöglichen.
Ravna erhält Kontakt zu Jefri und erfährt von seiner Position. Das Schiff der Skrodfahrer, die Aus der Reihe II, wird für eine Expedition ausgerüstet. Durch die Ausbreitung der Pest kommt es allerdings zu einem Angriff auf Relais, das dabei völlig zerstört wird. Ravna, Pham und die Skrodfahrer können mit der Aus der Reihe II gerade noch entkommen. Die Macht, die über Pham kommunizierte, wird von der Pest ermordet. Kurz zuvor kann sie jedoch Teile von sich auf Pham übertragen.

### Teil zwei
Es beginnen zwei Wettläufe gegen die Zeit: Die Aus der Reihe II muss den Planeten mit Jefri, dem abgestürzten Schiff und dem mutmaßlichen Gegenmittel erreichen. Auf dem Planeten entbrennt ein kriegerischer Konflikt zwischen den Flenseristen und den Holzschnitzern.
Auf der monatelangen Reise verhilft Ravna über den Funkkontakt zu Jefri den Flenseristen zu Schießpulver, Kanonen und Radioübertragung. Ähnliches lernen die Holzschnitzer aus Johannas Datio.
Die Aus der Reihe II wird bei einem Stop entdeckt und von einer Allianz verfolgt, die es sich zu Ziel gemacht hat, alle Menschen zu vernichten, aus Strafe für das Entfesseln der Pest. Die Pest dehnt sich immer weiter aus und versklavt Kolonien und Zivilisationen. Allein Nachrichten, die über das Netz übertragen werden, können im hohen Jenseits eine ganze Zivilisation verderben. Pham entdeckt dabei, dass die Skrodfahrer ursprünglich von der Pest als Schläferrasse erschaffen wurden. Mit einfachen Codes können Skrodfahrer „umgedreht“ und zu Helfern der Pest gemacht werden. Das geschieht mit Grünmuschel auf der Station „Harmonische Ruhe“. Zwischen Pham, Ravna und Blaustiel kommt es zum Konflikt, da Pham Blaustiel und Grünmuschel töten will, während Ravna darauf hofft, dass Blaustiel nicht pervertiert wurde.
Schließlich wird die Aus der Reihe II von drei Flotten verfolgt: der Allianz gegen die Menschen, der Pestflotte und der Sicherheitsgesellschaft von Sjandra Kei. Die Sicherheitsgesellschaft will sich an der Allianz für die Zerstörung der Menschenkolonie Sjandra Kei rächen. Während der Jagd kommt es zu einer Verschiebung der Zonen des Denkens: Die Flotten befinden sich plötzlich in der Langsamen Zone, in der der Ultrawellenantrieb nicht funktioniert und Reisen schneller als die Lichtgeschwindigkeit nicht mehr möglich sind. Solche Katastrophen treten einmal in Hunderttausenden von Jahren auf. Nach Tagen ändern sich die Bedingungen wieder und die Flotten befinden sich wieder im unteren Jenseits.
Ravna gelingt es, die Sicherheitsgesellschaft dazu zu bewegen, die Pestflotte zu dezimieren, und zwar – auf Anweisung von Pham oder den Persönlichkeitsteilen der Macht – solche Schiffe mit Staustrahlantrieb, die sich auch im Langsam einigermaßen bewegen können. Die Allianzflotte flüchtet in Panik, auf ewig im Langsam festzusitzen, falls sich die Zonen wieder verschieben sollten. Die Menschen haben nun nur noch 48 Stunden Vorsprung vor der Pestflotte.

### Teil drei
Die Aus der Reihe II erreicht schließlich den Planeten und greift auf Anraten Fürst Stahls in den Konflikt ein: Die Truppen der Holzschnitzerin werden mit der hohen Technologie der Menschen angegriffen. Dabei entdeckt Pham das Mädchen Johanna. Schnell klärt sich auf, dass Jefri getäuscht wurde und wer der wirkliche Schurke ist. Fürst Stahl will Jefri töten lassen und Steine auf das Schiff mit dem Gegenmittel stürzen lassen, um es zu zerstören. Das Blatt wendet sich jedoch und Jefri kann unter Opferung vom Blaustiels Leben gerettet werden. Fürst Stahl wird teilweise getötet.
Pham und die Teile der Macht treten in Kontakt mit dem Gegenmittel. Er erlangt Wissen über die Natur der Zonen und erzeugt mithilfe des Gegenmittels eine unfassbare Flutwelle, die das Langsam über ein Segment der Galaxis ausdehnt und dabei den Einflussbereich der Pest dem Langsam aussetzt. Nach diesem Kraftakt stirbt Pham. Die Pestflotte sitzt im Langsam fest, alle Schiffe mit Staustrahlantrieb sind zerstört. Auch Ravna, Grünmuschel, Johanna und Jefri sind auf dem Planeten der Rudelwesen gestrandet.
In einer Nachricht des Netzes versucht eine Zivilisation Kontakt mit dem von der Flutwelle betroffenen Bereich aufzunehmen. Dabei wird klar, dass sich das Langsam vom Jenseits sogar bis ins Transzens ausgedehnt und die Pest zerstört hat.

## Kritische Betrachtung
Der Roman ist aufgrund von vier Aspekten besonders interessant und hebt ihn von anderen Werken des Genres Space Opera deutlich ab: die Idee unterschiedlicher Naturgesetze in verschiedenen Regionen des Universums, die Vision (außer Kontrolle geratener) nanotechnologischer KI, die Anfänge des Internets, sowie das Konzept einzeln unbegabter, im Kollektiv aber intelligenter Rudelwesen.

### Naturgesetze
Vernor Vinge entwirft eine Physik, deren Science-Fiction-typische, hochtechnologische Anwendung auch bei näherer Betrachtung nicht im Widerspruch zu der uns bekannten klassischen (auch nicht der relativistischen) Physik zu stehen scheint: Er postuliert, dass die Naturgesetze nicht überall gleich sind, und ermöglicht damit uns unmöglich erscheinende Effekte aufgrund völlig anderer, natürlicher Rahmenbedingungen. Maßgeblich scheint unter anderem die Gravitation, und damit die Raumkrümmung (?) zu sein, obwohl Vinge dies nicht näher erklärt. Der Blick auf die dem Roman beigefügte galaktische Karte, die eine zwiebelschalenförmige Gliederung zeigt, lässt aber diesen Rückschluss zu. Es gibt:
- die Gedankenlose Tiefe rund um den galaktischen Kern: hier ist nur primitives Leben möglich, die elektromagnetischen Konstanten in dieser Region erlauben hier nicht einmal die Organisation höherer Gehirnstrukturen, geschweige denn komplizierte Technik. Der Raumfahrer, den es zufällig hierher verschlägt, erleidet „Verdummung“, gegebenenfalls sogar den Tod.
- die Langsame Zone, in der auch unser Sonnensystem liegt: hier funktioniert die Physik so, wie wir es gewohnt sind, es gibt Technologie auf elektromagnetischer Basis, und die Lichtgeschwindigkeit bildet aufgrund der Relativität eine undurchdringliche Barriere für Signale und Materie.
- das Jenseits, das die äußeren Spiralarme umfasst: hier kommen zusätzliche (quanten?)physikalische Effekte hinzu, der Ultradrive erlaubt überlichtschnelle Raumfahrt, wobei die Sprunggeschwindigkeit umso größer sein kann, je weiter man sich zum äußeren Rand des Jenseits bewegt. Computersysteme entwickeln ungeahnte Fähigkeiten, komplexe KIs können entstehen. Das Netzwerk hochentwickelter galaktischer Zivilisationen hat hier naturgemäß seinen Schwerpunkt.
- das Transzens, in dem physikalische Vorgänge mit ungeahnter Geschwindigkeit ablaufen können und die Beschleunigung der technologischen Entwicklung noch einmal einen Schub um Zehnerpotenzen erfährt (weshalb es für die Zivilisationen des Jenseits auch so interessant ist). Hier können sich wirklich hochtechnologisch mächtige Kulturen ausbilden, die aber mit der Zeit mehr oder weniger unfreiwillig – dies ist ein unangenehmer Nebeneffekt dieser Region – zu gottähnlichen Kollektivintelligenzen, den Mächten  transzendieren, die dann wiederum nach relativ kurzer Zeit (20 bis 50 Jahre) entweder aus unbekannten Gründen absterben oder in eine noch unverständlichere Daseinsebene verschwinden. Auch die Pest hat hier ihren Ursprung.

Die Zonen sind übrigens nicht regelmäßig oder statisch, sondern ändern fluktuierend ihre Grenzen – was beim Showdown der Geschichte wichtig wird.

### DiePest/Blight(Mehltau) /Perversion
Die Entität, die im Roman die Rolle des gesichtslosen Bösen übernimmt, hat Ähnlichkeiten mit den „Borg“ des Star Trek Universums: Als Kombination aus nanotechnischen Partikeln, gepaart mit hoher, emotionsloser Intelligenz wird sie nach äonenlangem Schlaf in einem Archiv aus alten „Rezepten“ aus Unkenntnis neu konstruiert und infiziert fast augenblicklich das Forscherteam. Sie kann sich im Weiteren allein durch den Datenverkehr (intelligente KI-Protokolle) auch im Jenseits ausbreiten – Vinge nimmt hier die zur Entstehungszeit des Romans sicher noch nicht so große Bedrohung der IT-Welt durch Computerviren, Trojaner und sonstige Schadsoftware vorweg, wobei sein Virus allerdings auch organische Intelligenzen befallen und kompromittieren kann. Die Protagonisten spekulieren (was der Autor in der neutralen Sichtweise aber nicht bestätigt), dass die Pest eine außer Kontrolle geratene, uralte Waffe aus einem früheren galaktischen Krieg sein könnte.

### Internet, E-Mails und Usenet
Ein Großteil der Rahmenhandlung spielt sich in Newsthreads der galaktischen Zivilisationen ab. Was uns heute selbstverständlich erscheint, war zur Entstehungszeit des Romans nur im universitären Umfeld bekannt und genutzt. Vinge extrapoliert hier jedoch nicht die ihm geläufige Technik in eine technisch weiterentwickelte Zukunft, sondern belässt alle Randbedingungen so, wie sie zum Zeitpunkt des Entstehens des Romans waren (Bandbreite, Einschränkung auf Textübermittlung, Fehlen von Bildübermittlungen, die Strukturierung der Newsgruppen). Er gibt hier sehr liebevoll die typischen Schwächen der Diskussionsforen wieder: Teilnehmer, die gar nicht genau wissen, worum es in den laufenden Diskussionen eigentlich geht, die typischen Besserwisser oder auch die Paranoiker. Für den normalen Leser der damaligen Zeit war das neu und revolutionär. Der von Vinge geschilderte Netzverkehr erscheint aus heutiger Sicht ähnlich liebevoll-verstaubt wie Jules Vernes Visionen – hier hat in der Tat die Realität die Science Fiction nicht nur ein-, sondern sogar überholt.

### Rudelwesen
Im Gegensatz zu Individuen oder gottgleichen Überwesen, die sonst häufig die Science Fiction – und ja auch hier – bevölkern, stehen die Rudel von Tine’s World: hunde- oder frettchenähnliche „Tiere“, die erst bei körperlicher Nähe Intelligenz entwickeln. Die vernetzten Gehirne kommunizieren nicht chemisch oder elektrophysikalisch wie die Gehirnregionen beim Menschen, sondern mit einer im Ultraschallbereich angesiedelten „Gedankensprache“ – quasi eine Art akustische Telepathie. Vinge entwirft daraus eine überaus interessante Gesellschaft: Rudel müssen eng zusammenbleiben, um als Entität zu funktionieren, dürfen andererseits nicht zu dicht an andere Rudel heranrücken, weil sich sonst die Gedanken vermischen und die Individualität des Rudels verlorengeht (Vinge beschreibt Großrudel mit 50 und mehr Einzelwesen, deren Verstand aufgrund der übergroßen Anzahl auf das Niveau von Hunden reduziert ist. Das Optimum liegt bei 5 bis 7). Auch sind Rudel quasi unsterblich: Stirbt ein Einzelwesen, kann ein neues (häufig Junges eines Weibchens des Rudels) seinen Platz einnehmen. Auch sind Wechsel des Rudels möglich, wenn auch nicht beliebt, da anscheinend sehr unangenehm. Sex gibt es übrigens nur zwischen Rudeln, nicht innerhalb (was nebenbei dazu führt, dass die Tines in der Paarungsphase aufgrund der ungewohnten Nähe zu Rudelfremden zeitweise den Verstand verlieren). Die Figur des Flenser (Vorgänger des Diktators Lord Steel) übt sich übrigens in einer vortechnologischen Version der Eugenik: durch gezielte Inzucht und willkürliche Zusammenstellung von Tines versucht er, bessere Tines zu erschaffen.

## Ausgaben
- Ein Feuer auf der Tiefe. Wilhelm Heyne Verlag, München 1995. ISBN 3-453-07986-8 (Taschenbuch)
- Ein Feuer auf der Tiefe. Heyne, 2004. ISBN 3-453-88125-7 (Taschenbuch)
- Ein Feuer auf der Tiefe. Heyne, 2007. ISBN 3-453-52285-0 (Taschenbuch)

Die Ausgabe von 1995 enthält eine Karte der Galaxis mit den Zonen des Denkens, gezeichnet von Mirjam Wehner.